# 水坑 (自然現象)

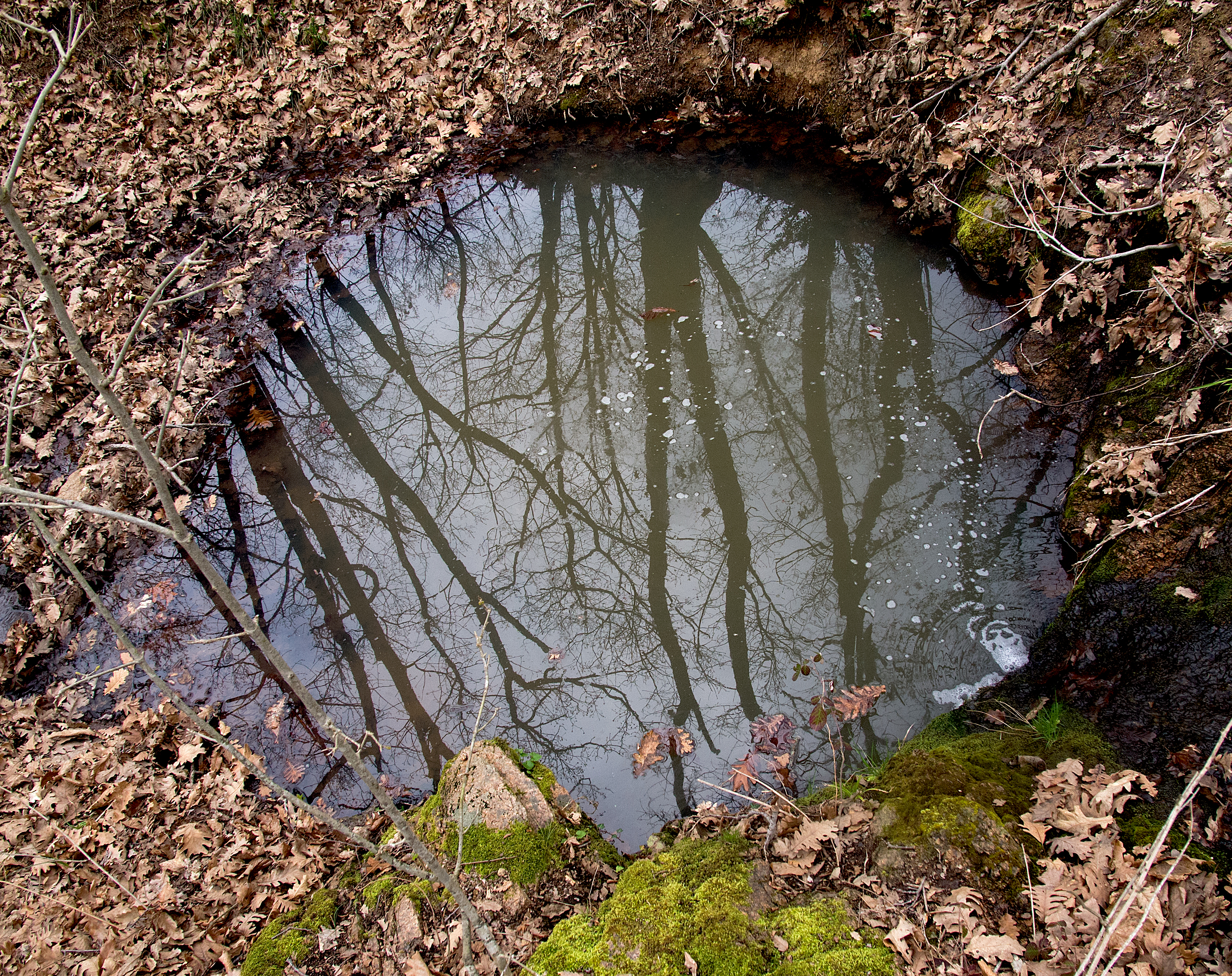
森林水坑中的反光

水坑是指在表面上小量積聚的液體，通常是水。 水坑可以在表面的凹陷處或由表面張力在平坦的表面上形成。水坑通常特徵為混濁的水或泥土，這是因為周圍沉積物的擾動和溶解，主要由降水引起。
水坑通常淺至可以步行通過，且過小而無法用船或筏通行。小型野生動物可能會被水坑吸引。

## 自然水坑與野生動物

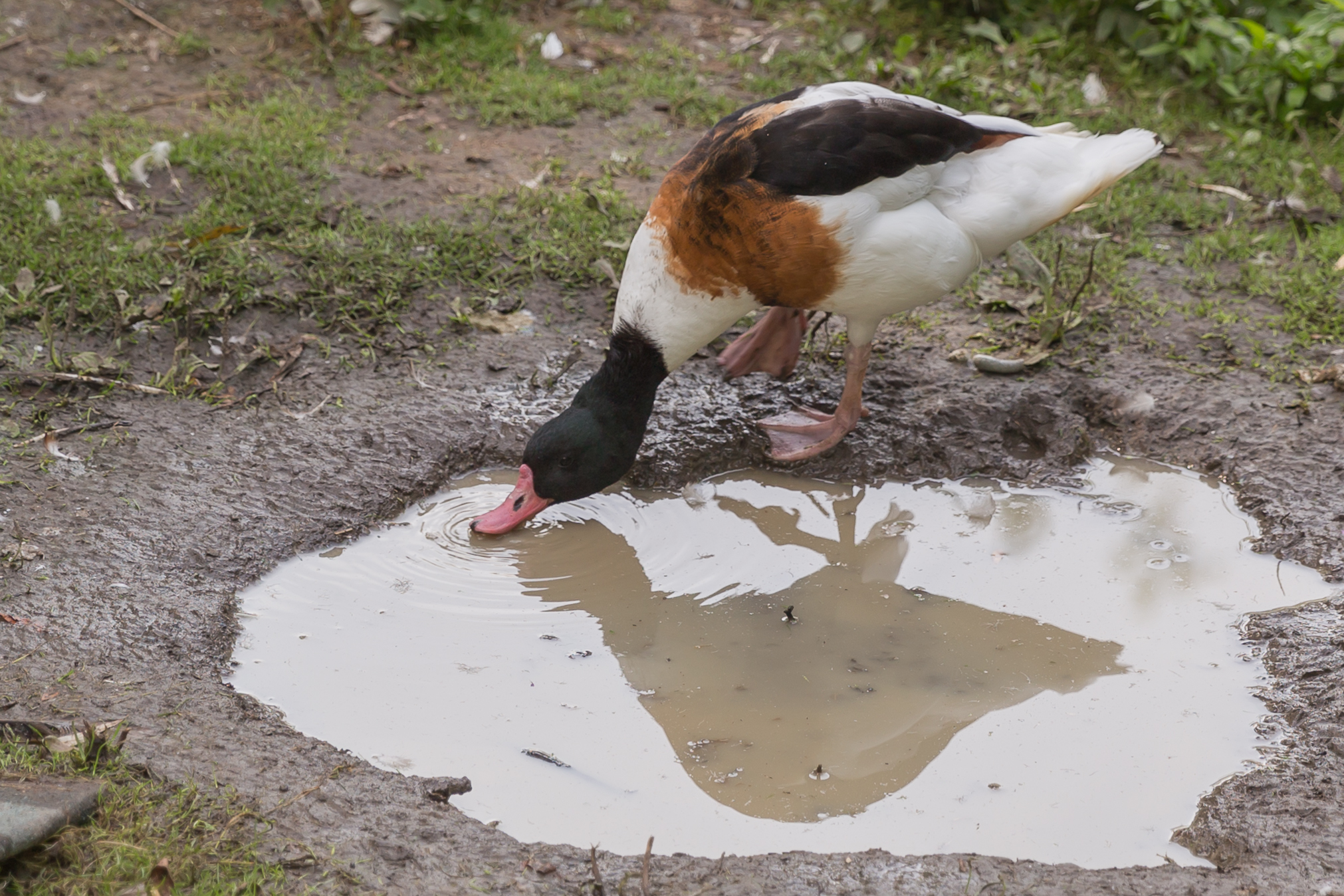
一隻翹鼻麻鴨在水坑中飲水

在自然景觀和棲息地中，水坑若不是由降水形成，可能指示存在滲漏或泉水。小型季節性河岸植物、草類和野花可以在水坑提供的短暫濕潤環境下發芽。
小型野生動物，如鳥類和昆蟲，可能利用水坑作為水源或沐浴場所。人工設置的水坑，如鳥浴，常見於家庭和野生動物花園中，作為花園裝飾和“微型棲息地”生態修復的一部分。燕子利用水坑中的濕土作為水泥來建造巢穴。許多蝴蝶物種以及某些其他昆蟲，特別是雄性蝴蝶，會尋找水坑邊緣的濕土以獲取其中的營養素，如鹽（化學）和氨基酸，這種行為稱為趨泥行為。
對於一些小型生物，如蝌蚪或蚊子幼蟲，水坑可以形成完整的棲息地。如果水坑蒸發速度緩慢，可能變成靜水，這些靜水容易被腐爛的有機物污染，且常成為繁殖蚊子的場所，蚊子可能傳播疾病，如瘧疾和某些地區的西尼羅病毒。

## 道路上的水坑

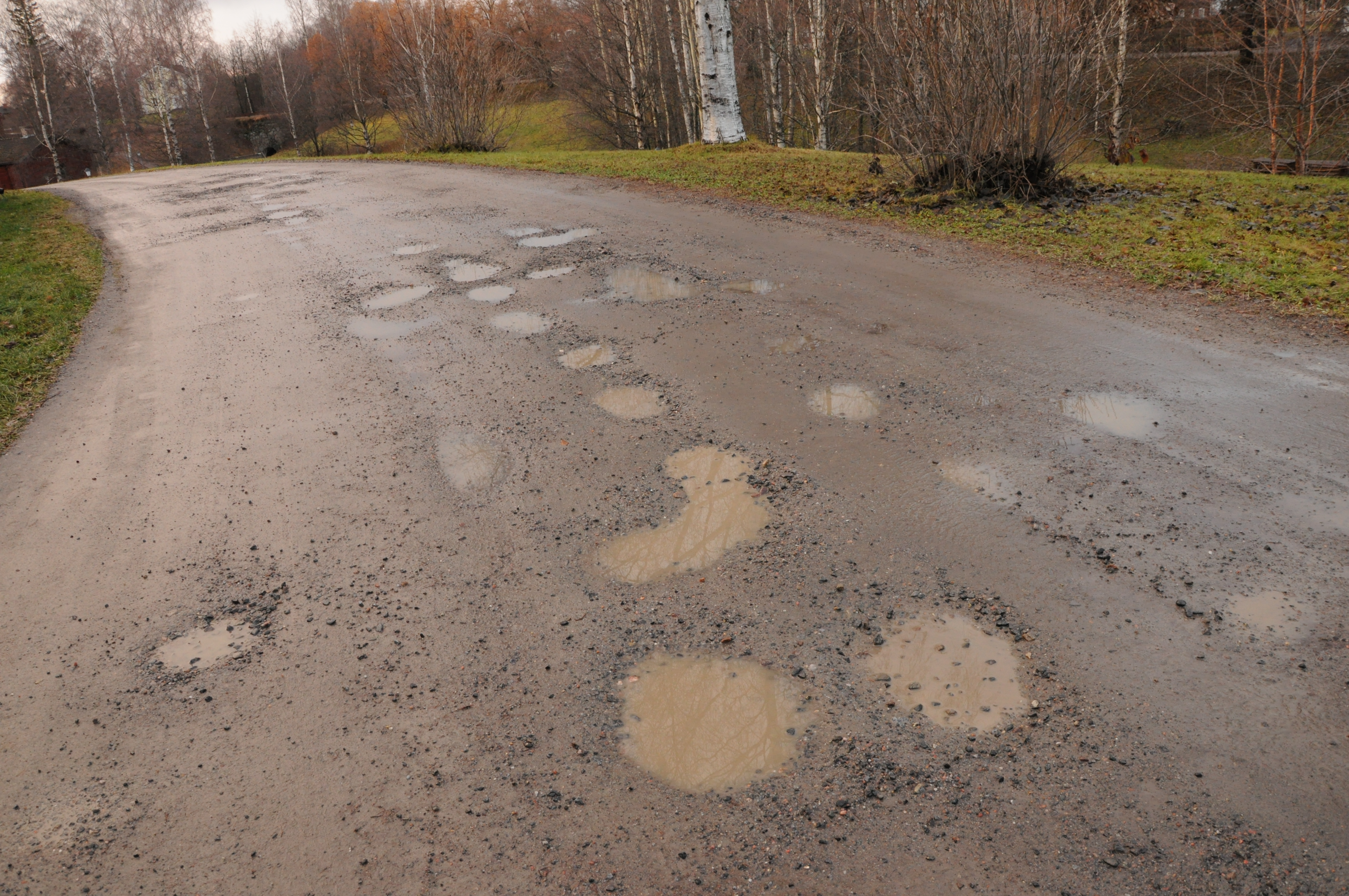
由降雨形成的水坑填滿了道路上的坑洞

水坑常在降雨後形成，可能對交通造成問題。由於道路的傾斜，水坑通常會因重力而集中在道路邊緣。當汽車駛過水坑時，會產生飛濺，將水噴灑到人行道上的行人身上。一些駕駛者可能故意這樣做，在某些國家，這可能會導致因疏忽駕駛而被起訴。
水坑常形成在泥土道路上的坑洞中，或在任何其他淺凹陷的地方。在這些情況下，這些水坑有時被稱為「泥水坑」，因為泥土通常會在底部積聚，當擾動時會弄髒車輪或靴子。
為了處理水坑，道路和人行道通常設有斜度（技術上稱為「冠狀」），使其略微凸起，以促使水坑中的水流向排水溝。排水溝配有下水道格柵，讓水排入下水道。此外，一些表面設計為多孔的，允許水通過表面滲透到下面的含水層。

## 物理學

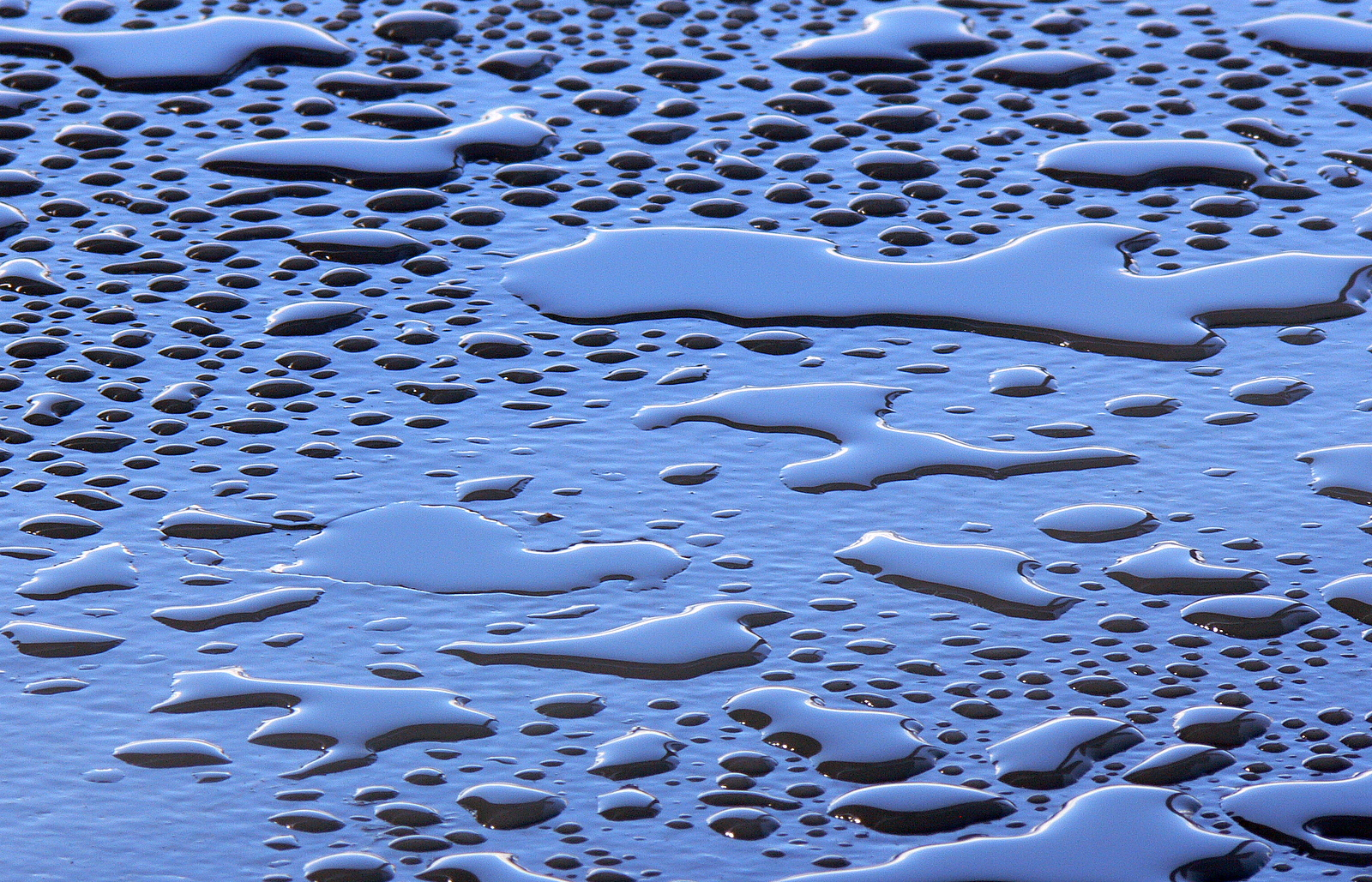
小水坑由表面張力保持在一起

由於表面張力的作用，小水坑可以在水平表面上形成，這種現象在廚房地板上較為常見。水坑因為表面積與體積的比率較高，通常會迅速蒸發。在寒冷的環境中，水坑可能形成黑冰，這種冰面滑溜且難以察覺，對道路交通工具和行人構成危險。

## 兒童
水坑對兒童來說是一種娛樂來源，孩子們常喜歡跳進水坑，視其為雨天的「樂趣所在」。兒童歌謠《Doctor Foster》描述了Doctor Foster在格洛斯特遇到水坑的故事。泥水坑及在其中濺泥的樂趣是兒童動畫《Peppa Pig》中的一個重複主題，該動畫甚至推出了角色品牌的威靈頓靴（雨靴）商品。

## 傳說
中世紀的傳說中有一個故事，講述一位急於尋找建材的男子，他從道路上偷走了石頭。隨後，留下的坑洞充滿了水，結果一位騎馬者經過這個「水坑」時，不幸淹死了。另一個類似的傳說講述了一名年輕男孩在早期的西雅圖主要街道上的坑洞中形成的水坑裡溺水的故事，這個故事被納入西雅圖地下之旅的內容中。

## 另見
- 黑冰
- 《水坑》 (M. C. 艾雪)
- 泥水坑（生物學）
- 池塘，一種較大的液體積聚
- 熔煉 (工程)
- 熔煉 (冶金)
- 小溝渠
- 滲漏 (水文學)
- 泉

## 進一步閱讀
- Adler PH (1982) "土壤與水坑中的蛾類訪問習性" Lepidopterists' Society期刊, 36: 161–173.
- Allocco, Maria (1999) "光的水坑" 物理教師期刊, 37: 468.
- McLachlan A 和 Ladle R (2001) "水坑中的生命：熱帶雨池Diptera的行為與生命週期適應" （页面存档备份，存于） 生物學評論, 76 (3): 377–388. doi:10.1017/S1464793101005723
- Royston, Angela (2005) 水：讓我們來看看水坑 Heinemann/Raintree. ISBN 978-1-4034-7685-2.
- Weiss, Peter (2004) "小水坑的危險：小水池對道路摩擦的影響" （页面存档备份，存于） 科學新聞, 166(20): 308. doi:10.2307/4015763